# Anexophana robinsonalis
Anexophana robinsonalis är en fjärilsart som beskrevs av Pierre E.L. Viette 1960. Anexophana robinsonalis ingår i släktet Anexophana och familjen mott. Inga underarter finns listade i Catalogue of Life.